# Bardia
Bardia o Bardiyah (in arabo البردية, Al Bardīyah), è una località della Libia orientale situata a pochi chilometri dal confine con l'Egitto.

## Storia
Durante la seconda guerra mondiale fu teatro di aspri combattimenti tra l'esercito italiano e quello inglese. Inizialmente tenuta dal XXIII Corpo d'armata comandato dal generale Annibale Bergonzoli, fu conquistata durante l'Operazione Compass dalla 6ª Divisione australiana il 5 gennaio 1941, per essere poi ripresa dalle forze dell'asse nel corso dello stesso anno.
Fu nuovamente presa dagli inglesi nell'autunno del 1941 nell'ambito dell'operazione Crusader e tornò nuovamente in mano delle forze italo-tedesche nell'estate del 1942, per poi essere di nuovo conquistata, questa volta definitivamente, dagli inglesi nell'autunno del 1942 dopo la battaglia di El Alamein.